# Sota (Mischnatraktat)
Sota/סוטה ist ein Traktat der Mischna in der Ordnung Naschim סֵדֶר נָשִׁים (Frauen).

## Stellung im Seder
Der Traktat Sota ist in den üblichen Druckausgaben der fünfte Traktat der Ordnung zwischen Nasir und Gittin. In den wichtigen Mischnahandschriften Kaufmann und Parma steht der Traktat jedoch an sechster, vorletzter Stelle. Die abweichende Reihenfolge erklärt sich aus der gleichen Kapitelanzahl der Traktate. Jedoch wird die Anordnung bereits im babylonischen Talmud (bSota 2a) diskutiert. Da sich der Traktat Sota v. a. auf Num 5  und Nasir auf Num 6  bezieht, wird die Reihung in der Mischna mit der Reihung der biblischen Kapitel begründet.

## Biblischer Bezug und historische Entwicklung
In Numeri 5 werden Bestimmungen für den Fall genannt, dass ein Mann seine Frau des Ehebruches verdächtigt. Der wichtigste Teil der Untersuchung ist ein Ordal mit dem so genannten „Fluchwasser“ sowie einer Verfluchungszeremonie vor dem Priester. Mithilfe dieser Regelung wurde auch das Handeln bei bloßem Verdacht auf Ehebruch der Willkür des Mannes entzogen. Die biblischen Bestimmungen werden im Traktat erläutert und erweitert, teilweise jedoch auch abgeändert und durch neue Vorbehalte erschwert. So muss der Mann nach seinem Verdacht eine Verwarnung an die Frau aussprechen, dass sie sich mit bestimmten (männlichen) Personen nicht treffen darf. Erst wenn die Frau dieses Verbot übertritt, kann die Prüfungszeremonie eingeleitet werden. Tritt dieser Fall ein, so ist die Frau dem Mann für den ehelichen Verkehr entzogen. Ebenso kann er sie, sollte sie ein Geständnis ablegen, nicht als Frau zurücknehmen. All diese Möglichkeiten sind im biblischen Text nicht vorgesehen.
Da die Erfüllung der Zeremonie an den Bestand des Tempels gebunden war, verloren die Bestimmungen ihre reale Bedeutung, wurden aber weiterdiskutiert für den zukünftigen Tempel. Das Rechtsinstitut der Sota wurde, wie der Traktat selbst bemerkt (Sota IX,9), unter Jochanan ben Sakkai abgeschafft, allerdings mit Begründung, dass der Ehebruch überhandnahm. Die Zeremonie selbst ist jedoch nur in Zweifelsfällen durchzuführen.

## Name
Der Name סוטה ist ein feminines Partizip aktiv, abgeleitet von der Wurzel שטה. Allerdings werden, anders als im biblisch-hebräischen, im mischnisch-hebräischen Samech und Sin nicht mehr unterschieden bzw. besteht eine Tendenz zur Schreibung des ś-Lautes mit Samech. Die Wurzel bedeutet in etwa „abweichen“.

## Inhalt
Das erste Kapitel behandelt den Verlauf der Verhandlung von der Verwarnung bis zu einem möglichen Geständnis. Die Herstellung des Fluchwassers und des Fluchtextes wird im 2. Kapitel beschrieben. Das dritte Kapitel widmet sich dem Fortgang der Zeremonie nach Trinken des Fluchwassers und untersucht die Unterschiede zwischen Frauen von Priestern und Laien. Immer wieder wird auch die Möglichkeit des Geständnisses eingeschoben oder die eventuell mildernde Wirkung guter Taten auf den Ausgang des Prozesses diskutiert. Auch im vierten Kapitel wird der Personenkreis an Frauen, die betroffen sein könnten von der Klage, je nach sozialer Situation weiter eingeschränkt. Das fünfte Kapitel weicht vom Hauptthema ab, insofern nur die erste Mischna eine Entscheidung zur Sota bringt, die folgenden Mischnajot jedoch eine Sammlung von Entscheidungen sind, die „an jenem Tage“ getroffen wurden, d. h. als Rabban Gamaliel II. als Leiter des Lehrhauses abgesetzt wurde. Sie sind nicht inhaltlich, sondern allein über dieses Stichwort miteinander verknüpft. Die Frage der Zeugen wird im sechsten Kapitel verhandelt. Das siebente Kapitel legt zunächst fest, in welcher Sprache die Verwarnung an die Sota zu erfolgen hat. Daran schließen sich – wieder per Stichwortverknüpfung – Überlegungen zu weiteren (biblischen) Texten an, die in jeder Sprache rezitiert werden können, damit sie jeder versteht. Die letzten beiden Kapitel 8 und 9 behandeln nun einzelne Themen aus dem 7. Kapitel: das biblische Kriegsrecht nach Dtn 20  (Kapitel 8) und das Genickbrechen eines Kalbes als Opfer beim Auffinden einer Leiche nach Dtn 21  (Kapitel 9). Der Traktat endet wie üblich mit einem aggadischen Abschnitt. Thema in Sota ist das Ende bestimmter Vorschriften oder Traditionen mit dem Tod eines berühmten Gelehrten oder der Zerstörung des Tempels.

## Tosefta und Talmud
Zum Traktat existiert eine Parallele in der Tosefta sowie eine Gemara in beiden Talmudim, die zusätzliche historische Informationen bieten.